# Priopus tailandicus
Priopus tailandicus là một loài bọ cánh cứng trong họ Elateridae. Loài này được Platia & Riese miêu tả khoa học năm 2004.